# Görbeszeg
Görbeszeg (1899-ig Ulics-Kriva, szlovákul: Uličské Krivé, ukránul: Ulics-Krivij) község Szlovákiában, az Eperjesi kerület Szinnai járásában.

## Fekvése
Szinnától 34 km-re keletre, az ukrán határ mellett, a Zboji-patak partján fekszik.

## Története
A község területén elterülő birtokot 1478-ban „Kriwa” alakban említik először. A mai falu csak a 16. század közepén – feltehetően a pásztorjog alapján – ruszin pásztorok betelepítésével keletkezett, a Drugeth család birtoka volt. Első írásos említése 1567-ből, egy adóösszeírásból származik, amikor 3 és fél portával adózott. 1600-ban 13 jobbágyház, 2 soltészház, továbbá ortodox parókia és templom állt a faluban. 1657-ben 34 gazdálkodó család és 10 zsellércsalád élt itt. A 17. század utolsó harmadáig a Drugeth család volt a birtokos. Közben a község áttért a görögkatolikus hitre. A 18. században a Kiss család a falu birtokosa. 1715-ben a községben malom, 3 lakatlan és 11 lakott ház volt. Lakói főként erdei munkákkal és mezőgazdasággal foglalkoztak. 1787-ben 39 házban 286 lakos élt.
A 18. század végén Vályi András így ír róla: „Ulics Kriva. Orosz falu Zemplén Várm. földes Ura Kis Uraság, lakosai katolikusok, fekszik d. Ulics 1/2, é. Zbojhoz 3/4 órányira, határja két nyomásbéli, leg inkább zabot, kevés árpát, kölest, tatárkát, és krompélyt terem, sovány fejér agyagos, és kavitsal elegyes a’ földgye, erdője van, bővelkedik legelővel, piatza Ungváron, és Homonnán.”
1828-ban 43 házában 326 lakos élt.
Fényes Elek 1851-ben kiadott geográfiai szótárában így ír a faluról: „Ulics-Kriva, Zemplén v. orosz falu, Szinna fil., 8 romai, 320 g. kath., 10 zsidó lak., gör. anyaszentegyházzal, 427 hold szántófölddel, hegyes határral. F. u. gr. Van Dernath. Ut. p. N. Mihály.”
Borovszky Samu monográfiasorozatának Zemplén vármegyét tárgyaló része szerint: „Görbeszeg, azelőtt Ulics-Kriva, Ung vármegye határán fekszik. Ruthén kisközség, melynek 61 háza és 398 gör. kath. vallású lakosa van. Postája, távírója és vasúti állomása Nagyberezna. Első írott nyomaira 1478-ban találunk, a mikor a Drugetheké és a Zbugyaiaké. A XVI. században Orosz-Kriva néven a homonnai uradalom tartozéka s az marad mindvégig, míg az újabb korban a gróf Van Dernáth és a Kovásznay család tulajdonába kerül. Most herczeg Beaufort Frigyesnének van itt nagyobb birtoka. Görög katholikus temploma 1800 körül épült.”
1920 előtt Zemplén vármegye Szinnai járásához tartozott, majd az újonnan létrehozott csehszlovák államhoz csatolták. 1939 és 1945 között ismét Magyarország része.

## Népessége
| Év:            | 1994. | 2004.    | 2014.   | 2024.    |
| -------------- | ----- | -------- | ------- | -------- |
| Emberek száma: | 321   | 277      | 260     | 225      |
| Eltérés:       |       | -13,70 % | -6,13 % | -13,46 % |

| Év:            | 2023. | 2024.   |
| -------------- | ----- | ------- |
| Emberek száma: | 236   | 225     |
| Eltérés:       |       | -4,66 % |

1910-ben 405, túlnyomórészt ruszin anyanyelvű lakosa volt.
2001-ben 288 lakosából 234 szlovák és 43 ruszin volt.
2011-ben 268 lakosából 188 szlovák és 52 ruszin volt.

## Nevezetességei
- Görögkatolikus temploma 1718-ban épült, Mihály arkangyal tiszteletére van szentelve. Ikonosztáza 18. századi, de néhány ikon a 16. században készült.

## Itt születtek, itt éltek
- Itt született Szatala Ödön botanikus 1889. február 5-én.